# Square Fernand-de-la-Tombelle
Le square Fernand-de-la-Tombelle est une voie du 17e arrondissement de Paris, en France.

## Situation et accès
Le square Fernand-de-la-Tombelle est une voie privée située dans le 17e arrondissement de Paris. Il débute square Emmanuel-Chabrier et se termine square Gabriel-Fauré.

## Origine du nom

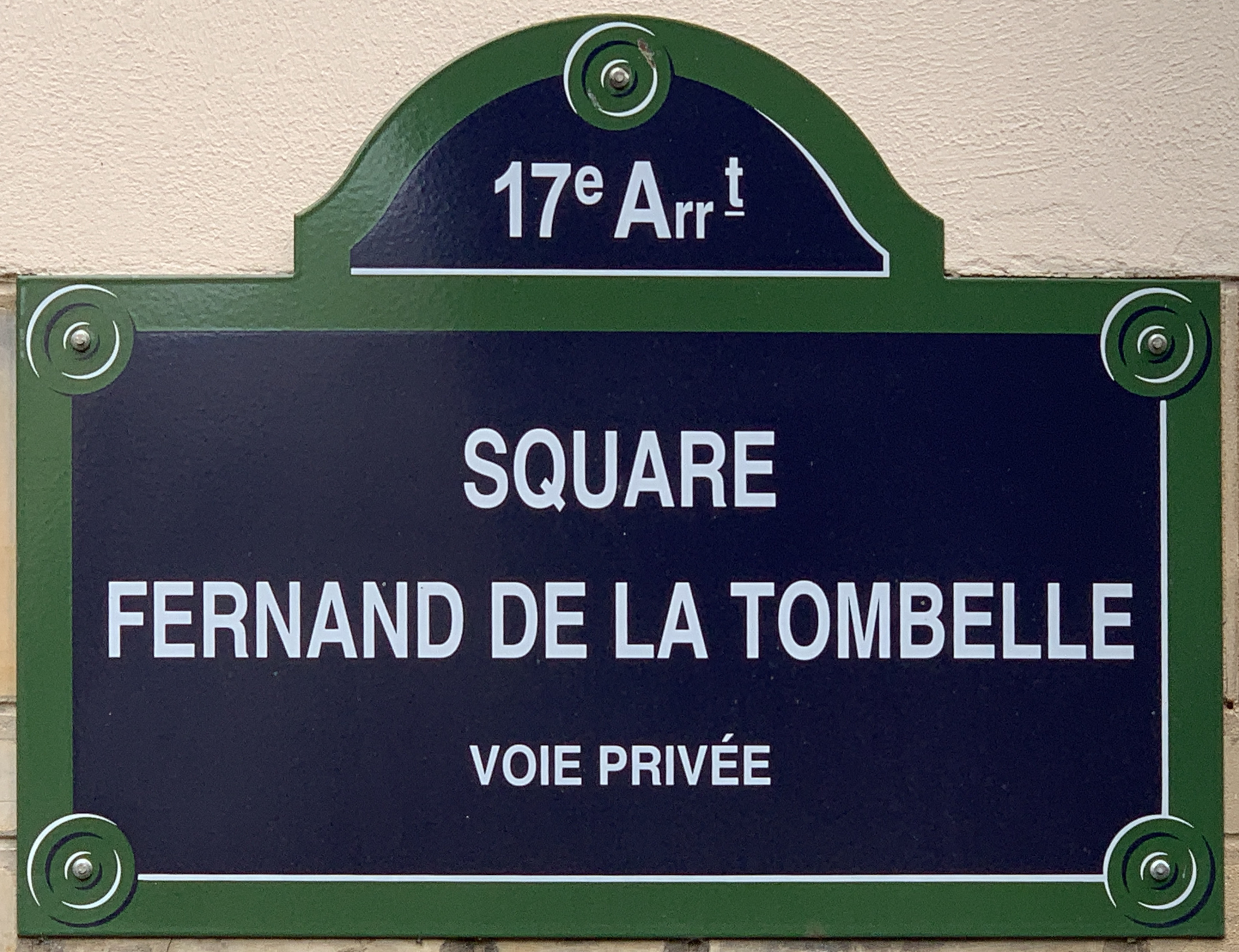
Plaque du square.

Le square porte le nom du compositeur Fernand de la Tombelle (1854-1928).

## Historique
Créée par arrêté du 13 juillet 1929, la voie est nommée en 1936 puis ouverte à la circulation publique par arrêté du 23 juin 1959.